# Corrent continu

Tipus de corrent continu. 1.- D'una bateria. 2.- Amb una rectificació de mitja ona. 3.- Amb una rectificació d'ona completa

El corrent continu (CC o DC Direct current) és un tipus de corrent elèctric on el sentit de circulació del flux de càrregues elèctriques no varia. El flux de càrregues es produeix a través d'un conductor, com podria ser un fil metàl·lic, però també es podria establir a través d'un semiconductor, un aïllant o fins i tot al buit com passa a un tub de raigs catòdics. En aquest tipus de corrent elèctric les càrregues elèctriques flueixen sempre en el mateix sentit, essent un tret característic enfront del corrent altern. Un sinònim en desús de corrent continu és corrent galvànic.
El científic francès André-Marie Ampère va introduir la noció de corrent continu conjecturant que es mou del pol positiu al pol negatiu d'una pila voltaica de la qual els terminals estan connectats. La primera xarxa elèctrica comercial, desenvolupada per Thomas Edison des del 1882, utilitzava corrent continu. Avui dia, a causa dels avantatges del corrent altern pel que fa a possibilitats de transformació i transport, les xarxes de transport i distribució utilitzen gairebé de manera exclusiva corrent altern. En el cas d'aplicacions que necessiten corrent continu, com en el cas del ferrocarril que utilitza el sistema de tercer carril, el corrent altern arriba a una subestació que utilitza un rectificador per convertir-lo en corrent continu.

## Història

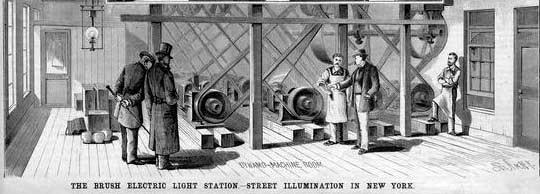
La central elèctrica de la Brush Electric Company amb dinamos generava corrent continu per encendre els llums d'arc per a l'enllumenat públic a Nova York. Va començar a funcionar el desembre de 1880 a la 133 West Twenty-Fifth Street, i els alts voltatges amb què operava li van permetre alimentar un circuit de 3,2 km de llarg.

El corrent continua es va produir en 1800 per la bateria del físic italià Alessandro Volta, la seva pila voltaica. En aquell moment no es va entendre la naturalesa de per què fluïa el corrent. El físic francès André-Marie Ampère va conjecturar que el corrent viatjava en un sentit, des d'un positiu a un negatiu. Quan el fabricant francès d'instruments Hippolyte Pixii va construir el primer generador dinamoelèctric en 1832, va descobrir que quan l'imant passava entre els bucles de filferro cada mitja volta, causava que el flux de electricitat s'invertís, generant un corrent altern. Per suggeriment d'Ampère, Pixii després va afegir un commutador, un tipus d'interruptor en què els contactes a l'eix treballen amb els contactes del «raspall» per produir corrent continu.
A finals de la dècada de 1870 i principis de la dècada de 1880, es va començar a generar electricitat en les centrals elèctriques. Aquestes es van configurar inicialment per alimentar la llum d'arc (un tipus popular d'enllumenat públic) que funciona amb corrent continu de molt alta tensió (generalment superant els 3.000 volts) o corrent altern. Això va ser seguit per l'ús generalitzat de corrent continu de baixa tensió per a l'enllumenat elèctric interior en empreses i llars després que l'inventor Thomas Edison llancés la seva «utilitat» elèctrica basada en bombetes incandescents en 1882. A causa dels avantatges significatius del corrent altern sobre el corrent continu en fer servir transformadors per elevar i disminuir els voltatges per permetre distàncies de transmissió molt més llargues, El corrent continu va ser reemplaçat en les dècades vinents pel corrent altern en el lliurament d'energia. A mitjan dècada de 1950, es va desenvolupar la transmissió de corrent continu d'alta tensió, i ara és una opció en lloc dels sistemes de corrent altern d'alt voltatge de llarga distància. Per a cables submarins de llarga distància (per exemple, entre països, com el cable NorNed), aquesta opció de CC és l'única opció tècnicament viable. Per a les aplicacions que requereixen corrent continu, com els sistemes d'energia del tercer carril, el corrent altern es distribueix a una subestació, que utilitza un rectificador per convertir la potència en corrent continu.

## Conversió del corrent continu

### De corrent continu a altern
Hi ha casos on l'electricitat es generada en corrent continu, com per exemple mitjançant plaques solars. També l'electricitat emmagatzemada en bateries és en corrent continu. Per poder ser aprofitada, ja sigui per aparells elèctrics com els electrodomèstics, o per la seva connexió a la xarxa, cal convertir-la a corrent alterna. Aquest procés és fa a través d'un inversor.

### De corrent altern a continu

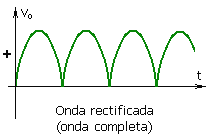
Tensió de sortida d'un rectificador d'ona completa.

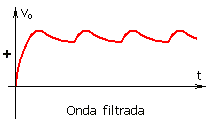
Filtrat per atenuar l'arrissat de la tensió rectificada mitjançant un condensador, conformant un circuit RC (filtre de condensador).

Molts aparells necessiten corrent continu per al seu funcionament, en particular, els que utilitzen components electrònics actius com per exemple, transistors i circuits integrats que constitueixen la base de l'electrònica (equips audiovisuals, ordinadors, etc). Per això es fan servir fonts d'alimentació que rectifiquen i converteixen la tensió a una d'adequada.
Aquest procés de rectificació, es realitza mitjançant dispositius anomenats rectificadors, antigament basats en l'ús de vàlvula termoiònica tubs de buit i actualment, de forma gairebé general fins i tot en usos d'alta potència, mitjançant díodes semiconductors o tiristors.

## Polaritat
Generalment, els aparells de corrent continu no solen incorporar proteccions davant d'un eventual canvi de polaritat, cosa que pot comportar danys irreversibles a l'aparell. Per evitar-ho, i atès que la causa del problema és la col·locació inadequada de les bateries, és comú que els aparells incorporin un diagrama que mostri com s'han de col·locar; així mateix, els contactes es distingeixen emprant-se convencionalment una molla metàl·lica per al pol negatiu i una placa per al pol positiu. Als aparells amb bateries recarregables, el transformador - rectificador té una sortida tal que la connexió amb l'aparell només es pot fer d'una manera, impedint així la inversió de la polaritat. A la norma sistemàtica europea el color negre correspon al negatiu i el vermell al positiu.
En els casos d'instal·lacions de gran envergadura, per exemple, les centrals telefòniques i altres equips de telecomunicació, on hi ha una distribució centralitzada de corrent continu per a tota la sala d'equips, s'utilitzen elements de connexió i protecció adequats per evitar la connexió errònia de polaritat.

## Circuits
Un circuit de corrent continu és un circuit elèctric que consta de qualsevol combinació de fonts de tensió constant, fonts de corrent constant i resistències. En aquest cas, les tensions i corrents del circuit són independents del temps. Una tensió o corrent de circuit particular no depèn del valor passat de cap tensió o corrent de circuit. Això implica que el sistema d'equacions que representen un circuit de corrent continu no inclou integrals ni derivades respecte al temps.
Si s'afegeix un condensador o inductor a un circuit de CC, el circuit resultant no és, estrictament parlant, un circuit de CC. Tanmateix, la majoria d'aquests circuits tenen una solució de corrent continu. Aquesta solució proporciona tensions i corrents del circuit quan el circuit està en estat estacionari de CC. Aquest circuit està representat per un sistema d'equacions diferencials. La solució d'aquestes equacions normalment conté una part variable en el temps o transitòria així com una part constant o estacionària. Aquesta part en estat estacionari és la solució de corrent continu. Hi ha alguns circuits que no tenen solució de corrent continu. Dos exemples senzills són una font de corrent constant connectada a un condensador i una font de tensió constant connectada a un inductor.
En electrònica, és habitual referir-se a un circuit alimentat per una font de tensió de CC, com ara una bateria o la sortida d'una font d'alimentació de CC com a circuit de CC, tot i que el que es vol dir és que el circuit està alimentat de CC.
En un circuit de corrent continu, una font d'alimentació (per exemple, una bateria, un condensador, etc.) té un terminal positiu i negatiu, i de la mateixa manera, la càrrega també té un terminal positiu i negatiu. Per completar el circuit, les càrregues positives han de fluir de la font d'alimentació a la càrrega. Aleshores, les càrregues tornaran al terminal negatiu de la càrrega, que després tornarà al terminal negatiu de la bateria, completant el circuit. Si es desconnecta el terminal positiu o negatiu, el circuit no estarà complet i les càrregues no fluiran.
En algunes aplicacions de circuits de corrent continu, la polaritat no importa, el que significa que es pot connectar positius i negatius cap enrere i el circuit encara estarà complet i la càrrega continuarà funcionant normalment. Tanmateix, a la majoria d'aplicacions de corrent continu, la polaritat sí que importa, i connectar el circuit cap enrere farà que la càrrega no funcioni correctament.

## Aplicacions
El corrent continu s'utilitza normalment per a aplicacions on necessitem un baix voltatge, especialment on l'energia és produïda per piles o per sistemes d'energia solar (cèl·lules fotoelèctriques), ja que ambdós només produeixen CC. A un circuit amb corrent continu, és important no canviar la polaritat, a menys que el dispositiu tinga un díode que ho permeta (la majoria de dispositius no ho permeten).

### Automoció
La majoria d'aplicacions d'automoció utilitzen DC. Una bateria d'automòbil proporciona energia per a l'arrencada del motor, la il·luminació, el sistema d'encesa, els controls de climatització i el sistema d'infoentreteniment, entre d'altres. L'alternador és un dispositiu de CA que utilitza un rectificador per produir CC per carregar la bateria. La majoria dels vehicles de passatgers per carretera utilitzen nominalment sistemes de 12 V. Molts camions pesants, equips agrícolas o equips de moviment de terres amb motor dièsel utilitzen sistemes de 24 volts. En alguns vehicles més antics, es va utilitzar 6 V, com en el clàssic Volkswagen Escarabat. En un moment donat, es va considerar un sistema elèctric de 42 V per als automòbils, però això va trobar poc ús. Per estalviar pes i cable, sovint el marc metàl·lic del vehicle es connecta a un pol de la bateria i es fa servir com a conductor de retorn en un circuit. Sovint, el pol negatiu és la connexió "a terra" del xassís, però la terra positiva es pot fer servir en alguns vehicles de rodes o marins.
En un vehicle elèctric de bateria, normalment hi ha dos sistemes de corrent continu separats. El sistema de corrent continu de "baixa tensió" funciona normalment a 12 V i té el mateix propòsit que en un vehicle amb motor de combustió interna. El sistema d′"alta tensió" funciona a 300-400 V (segons el vehicle) i proporciona l'energia per als motors de tracció. L'augment de la tensió dels motors de tracció redueix el corrent que circula per ells, augmentant l'eficiència.

### Telecomunicacions
Els equips de comunicació de la central telefònica fan servir una font d'alimentació estàndard de −48 V CC. La polaritat negativa s'aconsegueix mitjançant la posada a terra del terminal positiu del sistema d'alimentació i el banc de la bateria. Això es fa per evitar deposicions d'electròlisi. Les instal·lacions telefòniques disposen d'un sistema de bateries per garantir el manteniment de l'alimentació de les línies d'abonat durant les interrupcions del subministrament elèctric.
Es poden alimentar altres dispositius des del sistema de CC de telecomunicacions mitjançant un convertidor DC-DC per proporcionar qualsevol voltatge convenient.
Molts telèfons es connecten a un parell trenat de cables i utilitzen una tee de polarització per separar internament el component de CA de la tensió entre els dos cables (el senyal d'àudio) del component de CC. de la tensió entre els dos cables (utilitzat per alimentar el telèfon).

### Transmissió d'energia d'alta tensió
Els sistemes de transmissió d'energia elèctrica de corrent continu d'alta tensió (HVDC) utilitzen DC per a la transmissió massiva d'energia elèctrica, en contrast amb els sistemes de corrent altern més comuns. Per a la transmissió a llarga distància, els sistemes HVDC poden ser menys costosos i patir pèrdues elèctriques més baixes.

### Altres
Les aplicacions que utilitzen piles de combustible (barrejar hidrogen i oxigen juntament amb un catalitzador per produir electricitat i aigua com a subproductes) també produeixen només DC.
Els sistemes elèctrics d'avions lleugers solen ser de 12 V o 24 V DC similars als dels automòbils.

## Magnituds elèctriques
En un circuit de corrent continu les magnitus elèctriques que utilitzem son:
- Quantitat d'electricitat (Unitat: Coulomb: C). Lletra de la magnitud: Q
- Intensitat de corrent elèctric (Unitat: Ampere: A). Lletra de la magnitud: I
- Força electromotriu o FEM (Unitat: Volt: V). Lletra de la magnitud: ɛ
- Tensió o Voltatge (Unitat: Volt: V). Lletra de la magnitud: V o U
- Resistència elèctria (Unitat: Ohm: Ω). Lletra de la magnitud: R
- Conductància (Unitat: Siemens: S). Lletra de la magnitud: G